# Veberöd
Veberöd is een plaats in de gemeente Lund, in de Zweedse provincie Skåne län en het landschap Skåne. De plaats heeft 3717 inwoners (2005) en een oppervlakte van 256 hectare.

## Verkeer en vervoer
Langs de plaats lopen de Riksväg 11 en Länsväg 102.